# Bjambdżawyn Dżawchlantögs
Bjambdżawyn Dżawchlantögs (mong. Бямбажавын Жавхлантөгс, ur. 23 października 1959) – mongolski zapaśnik walczący w stylu klasycznym. Olimpijczyk z Montrealu 1976, gdzie odpadł w eliminacjach w wadze minimuszej (48 kg).
- Turniej w Montrealu 1976.

Przegrał obie walki, kolejno z Kanadyjczykiem Mitchellem Kawasaki i zawodnikiem radzieckim Aleksiejem Szumakowem.